# Щ-411
«Щ-411» — советская дизель-электрическая торпедная подводная лодка, принадлежит к серии X-бис проекта Щ — «Щука».

## История корабля
Лодка была заложена 29 июня 1940 года на заводе № 194 «им. А. Марти» в Ленинграде под строительным номером 546, спущена на воду 31 мая 1941 года.

### Служба
- 25 июня 1941 года лодка была законсервирована.
- 24 апреля 1942 года потоплена артиллерийским огнём немецких войск на реке Неве, но вскоре поднята аварийно-спасательной службой КБФ.
- В 1944 году возобновились работы по достройке, лодка вошла в состав ДнПЛ КБФ.
- 21 июля 1945 года вступила в строй.
- 20 сентября 1945 года вошла в состав КБФ и зачислена в 3-й ДнПЛ КрБрПЛ КБФ.
- 15 февраля 1946 года переформирована в состав 3-го ДнПЛ 1-й КрБрПЛ ЮБФ с базированием в городе Лиепая.
- 9 июня 1949 года была переименована в С-411.
- В марте 1951 года переформирована в состав 158-й БрПЛ 27-й КрДиПЛ 4-го ВМФ с прежним местом базирования.
- 29 марта 1957 года выведена из боевого состава и разоружена. Поставлена на прикол в порту Палдиски и перечислена в состав 157-й БрПЛ 27-й ДиПЛ КБФ.
- 17 апреля 1957 года переименована в ЗАС-11.
- 3 июля 1960 года выведена из состава флота.
- 10 сентября 1960 года расформирован экипаж, а лодка утилизирована.

## Командиры лодки
- 28 сентября 1942 г. — 19 февраля 1944 г. — Морозов П. А.
- Апрель 1944 г. — Март 1946 г. — Маланченко П. П.
- Июнь 1946 г. — Октябрь 1946 г. — Александров П. В.
- 1946 г. — 1948 г. — Никифоров Г. А.
- 1948 г. — 1950 г. — Морозов В. А.
- Март 1956 г. — Октябрь 1956 г. — Мосичев А. Д.